# Anthracotheriidae

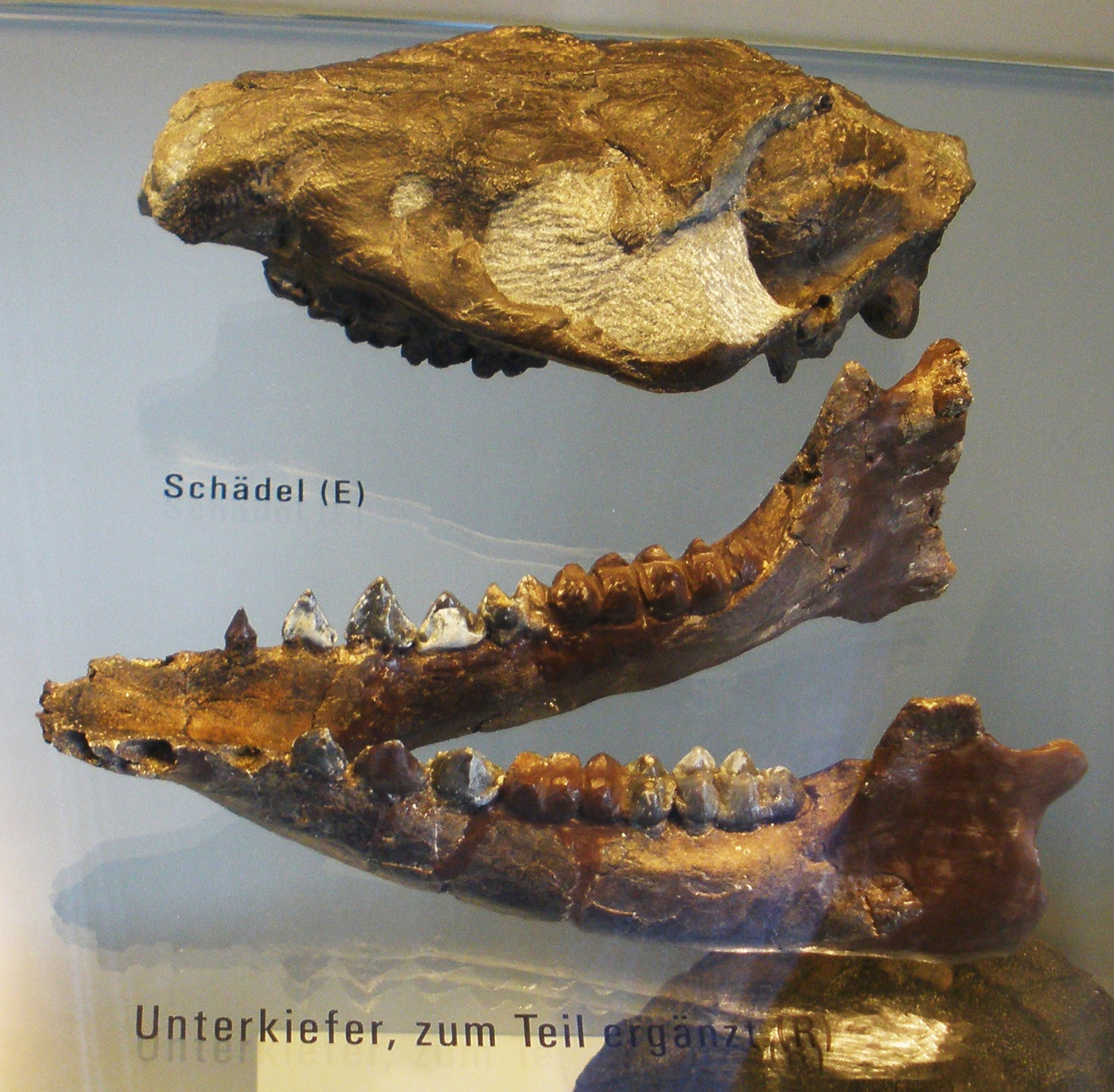
Fóssil de um microbunodon no museu de Zurique.

Os Antracoterídeos (Anthracotheriidae Gill, 1872) foram uma família de Cetartiodáctilos extintos, considerada muitas vezes como a origem dos hipopotamídeos, e que viveram desde o período Eoceno, até o final do Plioceno.
Já fizeram parte desta família os Raoellidae, os Helohyidae e os Choeropotamidae. Mas as verdadeiras relações entre estes diversos grupos são ainda muito incertas. Há similares, mas se estas refletem uma origem comum ou uma simples convergência adaptativa, ainda é muito discutido.
Dividem-se em duas subfamílias, distinguidas pelos aspectos dentários: os Anthracotheriinae, mais primitivos e com dentição bunodonte, e os Bothriodontinae, com dentição bunosselenodonte e selenodonte.

## Taxonomia da FamíliaAnthracotheriidaeGill, 1872

### Subfamílias a descobrir
- Anthracochoerus Dal Piaz, 1930
  - Anthracochoerus stehlini - Oligoceno Inferior, Monteviale, Itália
  - Anthracochoerus fabianii - Oligoceno Inferior, Monteviale, Itália
- Atopotherium Ducrocq et alii, 1996
  - Atopotherium bangmarkensis Ducrocq et alii, 1996 - Eoceno Superior, Krabi, Tailândia

### Anthracotheriinaeprimitivos
- Siamotherium Suteenthorn et al., 1988
- Siamotherium krabiense Suteenthorn et al., 1988 - Eoceno Superior, Krabi, Tailândia.
- Anthracohyus Pilgrim & Cotter, 1916 [Achaenodontidae?]
  - Anthracohyus choeroides Pilgrim & Cotter, 1916 - Eoceno Superior, Pondaung,
  - Anthracohyus sp. Ducrocq, 1999 - Eoceno Superior, Krabi, Tailândia

### SubfamíliaMicrobunodontinae
- Microbunodon [=Microselenodon]
  - Microbunodon minimum - Oligoceno Superior, La Milloque (MP 30), França
  - Microbunodon milaensis Fabrice et alii, 2004 - Mioceno Superior, Formação Nagri, Paquistão
  - Microbunodon silistrensis Fabrice et alii, 2004 - Mioceno Médio, Formação Manchar inferior; Formação Chinji, Paquistão.
- Anthracokeryx

Sinônimos: Probrachyodus Xu & Chiu, 1962; Anthracosenex Zdansky, 1930
- - Anthracokeryx ulnifer
  - Anthracokeryx thailandicus - Eoceno Superior, Krabi, Tailândia
  - Anthracokeryx birmanicus  - Eoceno Superior, Pondaung, Mianmar
  - Anthracokeryx tenuis - Eoceno Superior, Pondaung, Mianmar
  - Anthracokeryx bambusae
  - Anthracokeryx hospes
  - Anthracokeryx moriturus
  - Anthracokeryx myaingensis
  - Anthracokeryx sinensis (Zdansky, 1930) [=Anthracotherium sinense] - Eoceno Médio, Zhaili, China

### SubfamíliaAnthracotheriinaeLeidy, 1869
- Heptacodon Marsh, 1894 [=Octacodon]
  - Heptacodon curtusMarsh, 1894 [=Anthracotherium karense, Octacodon valens - Oligoceno Médio (Orellano) a Superior (Whitneyano), EUA
  - Heptacodon gibbiceps Marsh, 1894 - EUA
  - Heptacodon occidentale [=H. quadratus)
  - Heptacodon pellionis Storer, 1983 - Eoceno Superior, Duchesneano, Canadá.
  - Heptacodon yeguaensis Holroyd, 2002 - Eoceno Médio, Formação Yegua, Texas, EUA.
- Anthracotherium Cuvier, 1822 
  - Anthracotherium chaimaneei Ducrocq, 1999 - Eoceno Superior, Krabi, Tailândia
  - Anthracotherium monsvialense De Zigno, 1888 - Oligoceno Inferior, Monteviale, Itália
  - Anthracotherium magnum Cuvier, 1822 - Oligoceno Inferior, Quercy, França; Senovo, Eslovênia.
  - Anthracotherium cuvieri Gaudry, 1873 - Oligoceno Superior (MP26), Europa.
  - Anthracotherium alsaticum Cuvier, 1822 - Lobsann, Alsácia, França
  - "Anthracotherium" punjabiensis - Mioceno Superior (10.3 Ma), Siwaliks, Paquistão
  - Anthracotherium illyricum (Teller, 1884) [=Prominatherium illyricum]
  - Anthracotherium sp. - Oligoceno Inferior, Dincu, Romênia.
  - Anthracotherium bugtiense Pilgrim, 1907 [=Bugtitherium grandincisivum] - Oligoceno Inferior, Formação Chitarwata, Bugti, Paquistão.
  - Anthracotherium bimonsvialensemagnum Colpe-Posse, 1971 - Oligoceno Inferior (MP23)
  - Anthracotherium seckbachense Kinkelin, 1884 - Oligoceno Inferior
  - Anthracotherium bumbachense
  - Anthracotherium hippoideum
  - Anthracotherium valdense
  - Anthracotherium kwablianicum - OLigoceno Superior, Europa Oriental.
  - Anthracotherium pangan[=Anthracothema pangan] - Eoceno Superior, Pondaung, Mianmar
  - Anthracotherium crassum [=Anthracothema crassum] - Eoceno Superior, Pondaung, Mianmar
  - Anthracotherium rubricae [=Anthracothema rubricae] (Pilgrim & Cotter, 1916) - Eoceno Superior, Pondaung, Mianmar.
  - Anthracothema tsuchiyai - Eoceno Superior, Japão
- Prominatherium Teller, 1884
  - Prominatherium dalmatinum - Eoceno Superior, Croácia
- Huananothema Tang, 1978
- Heothema
  - Heothema bellia- Eoceno Superior, Formações Nadu e Gongkang, China
  - Heothema chengbiensis - Eoceno superior, Gongkang, China

### SubfamíliaBothriodontinaeScott & Jepsen, 1940
- Bothriogenys Schmidt, 1913
  - Bothriogenys fraasi Schmidt, 1913 [=Brachyodus (Bothriogenys) fraasi] - Oligoceno Inferior, Egito; Oligoceno Médio, Arábia.
  - Bothriogenys andrewsi Schmidt, 1913
  - Bothriogenys gorringei (Andrews & Beadnell, 1902) (=Ancodon gorringei, Ancodus gorringei] - Oligoceno Inferior, Egito
  - Bothriogenys rugulosus Schmidt, 1913
  - Bothriogenys orientalis Ducrocq, 1999 - Eoceno Superior, Krabi, Tailândia
- Qatraniodon
  - Qatraniodon parvus (Andrews, 1906) [=Ancodon parvus, Bothriogenys parvus]- Oligoceno Inferior, Egito
- Ulausuodon Hu, 1963
  - Ulausuodon parvus - Shara Murun, Nei Mongol, China.
- Bakalovia Nikolov & Heissig, 1985
  - Bakalovia palaeopontica - Eoceno Superior, Bulgária.

- Telmatodon Pilgrim, 1907 [=Gonotelma]
  - Telmatodon bugtiensis - Mioceno Inferior, Paquistão.
- Kukusepasutanka Macdonald, 1956
  - Kukusepasutanka schultzi Macdonald, 1956 - Mioceno Inferior, Arikareeano, EUA
- Parabrachyodus Forster-Cooper, 1915
  - Parabrachyodus hyopotamoides - Oligoceno Inferior, Formação Chitarwatha, Colinas Bugti, Paquistão.

- Bothriodon Aymard, 1846 [=Aepinacodon, Ancodon Pomel, 1847, Ancodus, Hypotamus]
  - Bothriodon advena Russell, 1978 - Oligoceno Inferior, Canadá.
  - Bothriodon rostratus
  - Bothriodon sandaensis Tsubamoto, 2007 - Eoceno Superior, Japão.
  - Bothriodon velaunum (von Meyer, 1832) - Oligoceno Inferior, Ronzon, França.
  - Bothriodon chowi - Caijiachong, China.
  - Bothriodon leptorhnchus -
  - Bothriodon aymardi -
- Aepinacodon Troxell, 1921
  - Aepinacodon americanus (Leidy 1856) - Oligoceno Inferior (Chadroniano), a Oligoceno Médio (Orellano)
  - Aepinacodon deflectus (Marsh, 1890) - Oligoceno Inferior, Chadroniano, EUA

- Arretotherium Douglass, 1901
  - Arretotherium acridens Douglass, 1901 - Mioceno Inferior, EUA
  - Arretotherium fricki Macdonald and Schultz, 1955 - Mioceno Inferior, Hemingfordiano, EUA
  - Arretotherium leptodus
- Elomeryx Marsh, 1894
  - Elomeryx borbonicus (Geais, 1934) - OLigoceno Superior a Mioceno Inferior, Europa Ocidental.
  - Elomeryx armatus [=E. brachystylus, E. mitis, Hyopotamus brachyrhynchus] - Eoceno Superior a Oligoceno Inferior, EUA.
  - Elomeryx cluai (Depéret, 1906) - Oligoceno Inferior, Europa Ocidental.
  - E. crispus Gervais, 1949 - Eoceno Superior (MP18), França.
  - Elomeryx woodi - Oligoceno Inferior, Trácia Oriental, Turquia; Grécia
  - Elomeryx porcinus
  - Elomeryx minor
- Afromeryx
  - Afromeryx zelteni
  - Afromeryx africanus(Andrews, 1899) [=Bothriogenys africanus]
- Hyoboops Trouessart, 1904 [=Merycops, Sivameryx]
  - Hyoboops africanus (Andrews, 1914) [=Sivameryx africanus]
  - Hyoboops moneyi (Fourteau, 1918) [=Sivameryx moneyi] - Mioceno Inferior, Egito.
  - H. sp [Djebel Zelten, Libya] [Black, 1978]
- Sivameryx Lydekker, 1883

sinônimos: Choeromeryx
- - Sivameryx palaeindicus Lydekker, 1883 [Hyoboops palaeindicus]
- Choeromeryx Pomel, 1848
  - Choeromeryx silistrensis (= Sivameryx)
- Gonotelma Pilgrim, 1908
  - Gonotelma shahbazi Pilgrim, 1908
- Hemimeryx Lydekker, 1883
  - Hemimeryx blanfordi- Mioceno Médio, Paquistão
- Merycopotamus Falconer & Cautley, 1847 
  - Merycopotamus nanus Falconer [=M. pusillus]
  - Merycopotamus medioximus Lihoreau et alii, 2004 - Mioceno superior, Potwar, Paquistão; Khorat, Tailândia.
  - Merycopotamus dissimilis Falconer & Cautley, 1847
- Libycosaurus Bonnarelli, 1947
  - Libycosaurus petrocchii Bonnarelli, 1947 - Mioceno Superior, Toros-Ménalla, Chade; Líbia.
  - Libycosaurus anisae  - Uganda
  - Libycosaurus algeriensis - Argélia